# Telephanus brontoides
Telephanus brontoides es una especie de coleóptero de la familia Silvanidae.

## Distribución geográfica
Habita en Guatemala, Nicaragua, Belice y  México.